# 2012年ロンドンオリンピック

出場選手の人数
300人以上
100 - 299人
30 - 99人
10 - 29人
5 - 9人
1 - 4人

2012年ロンドンオリンピック（2012ねんロンドンオリンピック）は、2012年7月27日から8月12日までの17日間、イギリスのロンドンで開催された第30回オリンピック競技大会。ロンドン五輪、ロンドン2012（London 2012）などと呼称される。
204の国と地域から約11,000人が参加し、実質19日間（開会式に先立ち男女サッカーの一部試合が行われた2日間を含む）に26競技302種目が行われた。

## 大会招致の経緯について
2005年7月6日、シンガポールで開かれた第117次IOC総会にて、パリ、ロンドン、ニューヨーク、モスクワ、マドリードの5都市の中から開催地を決定する投票が行われた。
| 都市         | 国             | 1回目 | 2回目 | 3回目 | 4回目 |
| ------------ | -------------- | ----- | ----- | ----- | ----- |
| ロンドン     | イギリス       | 22    | 27    | 39    | 54    |
| パリ         | フランス       | 21    | 25    | 33    | 50    |
| マドリード   | スペイン       | 20    | 32    | 31    | -     |
| ニューヨーク | アメリカ合衆国 | 19    | 16    | -     | -     |
| モスクワ     | ロシア         | 15    | -     | -     | -     |

1回目の投票で過半数を獲得した都市がなかったため、最も票の少なかったモスクワが落選。2回目でニューヨーク、3回目でマドリードがそれぞれ落選し、4回目の投票でパリを破ったロンドンが史上初となる3度目（中止となった1944年も回次に加えるため実際は4回目）の夏季オリンピック開催地に選ばれた。

## 参加国・地域
204の国と地域から、それぞれの国内オリンピック委員会 (NOC) による選考を通過した選手が出場した。そのうち、全競技を通じてメダルを獲得したことのない国が80か国、1度だけメダルを獲得した国が20か国ある。また、NOCのない国地域の選手も独立参加選手団として4名が参加している。以下は、少なくとも1名以上の選手を今大会に出場させることを決定したNOCの一覧である。2012年6月25日時点で、出場資格を持つ選手を少なくとも1人以上有している国および地域の数は197ある。
 

| - アフガニスタン - アルバニア - アルジェリア - アメリカ領サモア - アンドラ - アンゴラ - アンティグア・バーブーダ - アルゼンチン - アルメニア - アルバ - オーストラリア - オーストリア - アゼルバイジャン - バハマ - バーレーン - バングラデシュ - バルバドス - ベラルーシ - ベルギー - ベリーズ - ベナン - バミューダ - ブータン - ボリビア - ボスニア・ヘルツェゴビナ - ボツワナ - ブラジル - イギリス領ヴァージン諸島 - ブルネイ - ブルガリア - ブルキナファソ - ブルンジ - カンボジア - カメルーン - カナダ - カーボベルデ - ケイマン諸島 - 中央アフリカ - チャド - チリ - 中国 - コロンビア - コンゴ共和国 - コンゴ民主共和国 - クック諸島 - コスタリカ - コートジボワール - クロアチア - キューバ - キプロス - チェコ - デンマーク - ジブチ - ドミニカ国 - ドミニカ共和国 - エクアドル - エジプト - エルサルバドル - 赤道ギニア - エリトリア - エストニア - エチオピア - フィジー - フィンランド - フランス - ガボン - ガンビア | - グルジア - ドイツ - ガーナ - イギリス (開催国) - ギリシャ - グレナダ - グアム - グアテマラ - ギニア - ギニアビサウ - ガイアナ - ハイチ - ホンジュラス - 香港 - ハンガリー - アイスランド - 独立参加 - インド - インドネシア - イラン - イラク - アイルランド - イスラエル - イタリア - ジャマイカ - 日本 - ヨルダン - カザフスタン - ケニア - キリバス - 北朝鮮 - 韓国 - クウェート - キルギス - ラトビア - レバノン - レソト - リベリア - リビア - リヒテンシュタイン - リトアニア - ルクセンブルク - マケドニア共和国 - マダガスカル - マラウイ - マレーシア - モルディブ - マリ - マルタ - マーシャル諸島 - モーリシャス - メキシコ - ミクロネシア連邦 - モルドバ - モナコ - モンゴル - モンテネグロ - モロッコ - モザンビーク - ミャンマー - ナミビア - ナウル - ネパール - オランダ - ニュージーランド - ニカラグア | - ニジェール - ナイジェリア - ノルウェー - オマーン - パキスタン - パラオ - パレスチナ - パナマ - パプアニューギニア - パラグアイ - ペルー - フィリピン - ポーランド - ポルトガル - プエルトリコ - カタール - ルーマニア - ロシア - ルワンダ - セントクリストファー・ネイビス - セントルシア - サモア - サンマリノ - サウジアラビア - セネガル - セルビア - セーシェル - シエラレオネ - シンガポール - スロバキア - スロベニア - ソロモン諸島 - ソマリア - 南アフリカ - スペイン - スリランカ - スーダン - スリナム - スワジランド - スウェーデン - スイス - シリア - チャイニーズタイペイ - タジキスタン - タンザニア - タイ - トーゴ - トンガ - トリニダード・トバゴ - チュニジア - トルコ - トルクメニスタン - ツバル - ウガンダ - ウクライナ - アラブ首長国連邦 - アメリカ合衆国 - ウルグアイ - ウズベキスタン - バヌアツ - ベネズエラ - ベトナム - アメリカ領ヴァージン諸島 - イエメン - ザンビア - ジンバブエ |

## 実施競技について
実施競技見直しについての詳細は第117次IOC総会を参照。
第117次IOC総会で実施競技見直しが審議され、野球とソフトボールの除外が決定した。また、ゴルフ・空手・ラグビー・ローラースケート・スカッシュのいずれかと上述2競技との入れ換えによる新規採用も審議されたが、空手とスカッシュが候補になるものの、オリンピック競技としては認められず、結果として新規採用も見送られた。このため、2012年ロンドン大会では前回の北京大会から2競技減少し、以下の26競技が開催された。
- 陸上競技（詳細）
- 水泳
  - 競泳（詳細）
  - 飛び込み（詳細）
  - シンクロナイズドスイミング（詳細）
  - 水球（詳細）
- サッカー（詳細）
- テニス（詳細）
- ボート競技（詳細）
- ホッケー（詳細）
- ボクシング（詳細）

- バレーボール（詳細）
  - バレーボール
  - ビーチバレー
- 体操（詳細）
  - 体操競技
  - 新体操
  - トランポリン
- バスケットボール（詳細）
- レスリング（詳細）
- セーリング（詳細）
- ウエイトリフティング（詳細）
- ハンドボール（詳細）
- 自転車競技（詳細）

- 卓球（詳細）
- 馬術（詳細）
- フェンシング（詳細）
- 柔道（詳細）
- 射撃（詳細）
  - ライフル射撃
  - クレー射撃
- 近代五種（詳細）
- カヌー（詳細）
- アーチェリー（詳細）
- バドミントン（詳細）
- テコンドー（詳細）
- トライアスロン（詳細）

### サッカー競技の代表編成について
サッカーは、イギリスのオリンピック委員会が国際競技団体として統一イギリス本土4協会の代表の組織を承認していないため、イギリス本土において国際サッカー連盟（FIFA）に加盟する英本土4協会（イングランド・スコットランド・ウェールズ・北アイルランド）が一体となった統一イギリス代表としてエントリーすることも検討されたが、イングランド以外の英本土3協会が協会の独立性が失われるとして統一イギリス代表の不参加を主張。一旦は統一チーム結成は断念し、イングランド代表の単独チームが『イギリス五輪代表』として出場することになっていた。しかし、イギリスオリンピック委員会を中心として調整をした結果、統一チームの結成で合意した。なお、『イギリス』としての五輪サッカー出場は、今回のオリンピックで男子は12回目（非公式種目時代も合わせると13回目）、女子は初となる。過去出場した男子チームはチーム名こそ『イギリス』だったが、中身はイングランド単独チームであった。

## 開催日程について
枠内の数字は施行競技数。公式な最終スケジュールは2011年2月15日に発表された
。なお、日付は英国夏時間（UTC+1）である。
2012年7月27日 - 8月12日, 数字は金メダル確定数, •は予選, Rは予備日
| 日 付                              | 25 | 26 | 27 | 28 | 29 | 30 | 31 | 1  | 2  | 3  | 4  | 5  | 6  | 7  | 8  | 9  | 10 | 11 | 12 | 計  |
| ---------------------------------- | -- | -- | -- | -- | -- | -- | -- | -- | -- | -- | -- | -- | -- | -- | -- | -- | -- | -- | -- | --- |
| 開会式・閉会式                     |    |    | 開 |    |    |    |    |    |    |    |    |    |    |    |    |    |    |    | 閉 |     |
| 陸上競技                           |    |    |    |    |    |    |    |    |    | 2  | 6  | 6  | 5  | 4  | 4  | 5  | 6  | 8  | 1  | 47  |
| ボート                             |    |    |    | •  | •  | •  | •  | 3  | 3  | 4  | 4  | R  |    |    |    |    |    |    |    | 14  |
| バドミントン                       |    |    |    | •  | •  | •  | •  | •  | •  | 1  | 2  | 2  |    |    |    |    |    |    |    | 5   |
| バスケットボール                   |    |    |    | •  | •  | •  | •  | •  | •  | •  | •  | •  | •  | •  | •  | •  | •  | 1  | 1  | 2   |
| ボクシング                         |    |    |    | •  | •  | •  | •  | •  | •  | •  | •  | •  | •  | •  | •  | 3  | •  | 5  | 5  | 13  |
| カヌー（スプリント）               |    |    |    |    |    |    |    |    |    |    |    |    | •  | •  | 4  | 4  | •  | 4  |    | 12  |
| カヌー（スラローム）               |    |    |    |    | •  | •  | 1  | 1  | 2  |    |    |    |    |    |    |    |    |    |    | 4   |
| 自転車競技（トラックレース）       |    |    |    |    |    |    |    |    | 2  | 2  | 1  | 1  | 1  | 3  |    |    |    |    |    | 10  |
| 自転車競技（ロードレース）         |    |    |    | 1  | 1  |    |    | 2  |    |    |    |    |    |    |    |    |    |    |    | 4   |
| 自転車競技（マウンテンバイク）     |    |    |    |    |    |    |    |    |    |    |    |    |    |    |    |    |    | 1  | 1  | 2   |
| 自転車競技（BMX）                  |    |    |    |    |    |    |    |    |    |    |    |    |    |    | •  | •  | 2  |    |    | 2   |
| 日付                               | 25 | 26 | 27 | 28 | 29 | 30 | 31 | 1  | 2  | 3  | 4  | 5  | 6  | 7  | 8  | 9  | 10 | 11 | 12 | 計  |
| 馬術（障害飛越競技）               |    |    |    |    |    |    |    |    |    |    | •  | •  | 1  |    | 1  |    |    |    |    | 2   |
| 馬術（馬場馬術）                   |    |    |    |    |    |    |    |    | •  | •  |    |    |    | 1  |    | 1  |    |    |    | 2   |
| 馬術（総合馬術）                   |    |    |    | •  | •  | •  | 2  |    |    |    |    |    |    |    |    |    |    |    |    | 2   |
| フェンシング                       |    |    |    | 1  | 1  | 1  | 1  | 2  | 1  | 1  | 1  | 1  |    |    |    |    |    |    |    | 10  |
| サッカー                           | •  | •  |    | •  | •  |    | •  | •  |    | •  | •  |    | •  | •  |    | 1  | •  | 1  |    | 2   |
| 体操（体操競技）                   |    |    |    | •  | •  | 1  | 1  | 1  | 1  |    |    | 3  | 3  | 4  |    |    |    |    |    | 14  |
| 体操（トランポリン）               |    |    |    |    |    |    |    |    |    | 1  | 1  |    |    |    |    |    |    |    |    | 2   |
| 体操（新体操）                     |    |    |    |    |    |    |    |    |    |    |    |    |    |    |    | •  | •  | 1  | 1  | 2   |
| ウエイトリフティング               |    |    |    | 1  | 2  | 2  | 2  | 2  |    | 2  | 1  | 1  | 1  | 1  |    |    |    |    |    | 15  |
| ハンドボール                       |    |    |    | •  | •  | •  | •  | •  | •  | •  | •  | •  | •  | •  | •  | •  | •  | 1  | 1  | 2   |
| ホッケー                           |    |    |    |    | •  | •  | •  | •  | •  | •  | •  | •  | •  | •  | •  | •  | 1  | 1  |    | 2   |
| 柔道                               |    |    |    | 2  | 2  | 2  | 2  | 2  | 2  | 2  |    |    |    |    |    |    |    |    |    | 14  |
| レスリング（グレコローマン）       |    |    |    |    |    |    |    |    |    |    |    | 2  | 3  | 2  |    |    |    |    |    | 7   |
| レスリング（フリースタイル）       |    |    |    |    |    |    |    |    |    |    |    |    |    |    | 2  | 2  | 2  | 3  | 2  | 11  |
| 日付                               | 25 | 26 | 27 | 28 | 29 | 30 | 31 | 1  | 2  | 3  | 4  | 5  | 6  | 7  | 8  | 9  | 10 | 11 | 12 | 計  |
| 水泳（競泳）                       |    |    |    | 4  | 4  | 4  | 4  | 4  | 4  | 4  | 4  |    |    |    |    | 1  | 1  |    |    | 34  |
| 水泳（シンクロナイズドスイミング） |    |    |    |    |    |    |    |    |    |    |    | •  | •  | 1  |    | •  | 1  |    |    | 2   |
| 水泳（飛込）                       |    |    |    |    | 1  | 1  | 1  | 1  |    | •  | •  | 1  | •  | 1  | •  | 1  | •  | 1  |    | 8   |
| 水泳（水球）                       |    |    |    |    | •  | •  | •  | •  | •  | •  | •  | •  | •  | •  | •  | 1  | •  |    | 1  | 2   |
| 近代五種                           |    |    |    |    |    |    |    |    |    |    |    |    |    |    |    |    |    | 1  | 1  | 2   |
| テコンドー                         |    |    |    |    |    |    |    |    |    |    |    |    |    |    | 2  | 2  | 2  | 2  |    | 8   |
| テニス                             |    |    |    | •  | •  | •  | •  | •  | •  | •  | 2  | 3  | R  |    |    |    |    |    |    | 5   |
| 卓球                               |    |    |    | •  | •  | •  | •  | 1  | 1  | •  | •  | •  | •  | 1  | 1  |    |    |    |    | 4   |
| 射撃                               |    |    |    | 2  | 2  | 1  | 1  | 1  | 1  | 2  | 2  | 1  | 2  |    |    |    |    |    |    | 15  |
| アーチェリー                       |    |    | •  | 1  | 1  | •  | •  | •  | 1  | 1  |    |    |    |    |    |    |    |    |    | 4   |
| トライアスロン                     |    |    |    |    |    |    |    |    |    |    | 1  |    |    | 1  |    |    |    |    |    | 2   |
| セーリング                         |    |    |    |    | •  | •  | •  | •  | •  | •  | •  | 2  | 2  | 2  | 1  |    | 2  | 1  |    | 10  |
| バレーボール                       |    |    |    | •  | •  | •  | •  | •  | •  | •  | •  | •  | •  | •  | •  | •  | •  | 1  | 1  | 2   |
| ビーチバレー                       |    |    |    | •  | •  | •  | •  | •  | •  | •  | •  | •  | •  | •  | 1  | 1  |    |    |    | 2   |
| 計                                 |    |    |    | 12 | 14 | 12 | 15 | 20 | 18 | 22 | 25 | 23 | 18 | 21 | 17 | 22 | 16 | 32 | 15 | 302 |

## 国・地域別メダル獲得数
| 順 | 国・地域           | 金 | 銀 | 銅 | 計  |
| -- | ------------------ | -- | -- | -- | --- |
| 1  | アメリカ合衆国     | 46 | 29 | 29 | 104 |
| 2  | 中国               | 38 | 27 | 23 | 88  |
| 3  | イギリス（開催国） | 29 | 17 | 19 | 65  |
| 4  | ロシア             | 24 | 26 | 32 | 82  |
| 5  | 韓国               | 13 | 8  | 7  | 28  |
| 6  | ドイツ             | 11 | 19 | 14 | 44  |
| 7  | フランス           | 11 | 11 | 12 | 34  |
| 8  | イタリア           | 8  | 9  | 11 | 28  |
| 9  | ハンガリー         | 8  | 4  | 5  | 17  |
| 10 | オーストラリア     | 7  | 16 | 12 | 35  |

※大会日程全競技終了時点 

## 競技会場
1948年大会以来64年ぶりの開催となるため、大会会場および選手村の大部分は市街地の再開発地域を割り当てられ、大半の施設が新設となった。
オリンピック・パーク
- オリンピック・スタジアム（80,000人収容）：開閉会式、陸上競技
- アクアティクス・センター（17,500人収容）：水泳（競泳、飛込、シンクロナイズドスイミング）、近代五種（水泳）
- ウォーター・ポロ・アリーナ（5,000人収容）：水泳（水球）
- カッパー・ボックス（10,000人収容）：ハンドボール（準々決勝まで）、近代五種（フェンシング）
- バスケットボール・アリーナ（12,000人収容）：バスケットボール（予選リーグ、女子準々決勝）、ハンドボール（準決勝以降）
- リバーバンク・アリーナ（20,000人収容）：ホッケー
- ヴェロパーク（12,000人収容）
  - ベロドローム（6,000人収容）：自転車（トラック）
  - BMXトラック（6,000人収容）：自転車（BMX）

ロンドン東部
- エクセル（ExCeL、36,000人収容）
  - アリーナ1：卓球
  - アリーナ2：レスリング、柔道
  - アリーナ3：フェンシング、テコンドー
  - アリーナ4：ボクシング
  - アリーナ5：ウエイトリフティング

- ノース・グリニッジ・アリーナ（20,000人収容）：体操（体操競技、トランポリン）、バスケットボール（男子準々決勝、準決勝以降）
- グリニッジ・パーク（23,000人収容）：馬術、近代五種（馬術、ラン、射撃）
- ロイヤル・アーティラリー・バラックス（7,500人収容）：射撃（ライフル射撃、クレー射撃）

ロンドン中心部
- ホース・ガーズ・パレード（15,000人収容）：バレーボール（ビーチバレー）
- ザ・マル：陸上競技（マラソン、競歩）、自転車（ロードレース）
- アールズ・コート（15,000人収容）：バレーボール
- ローズ・クリケット・グラウンド（6,500人収容）：アーチェリー
- ハイド・パーク（3,000人収容）：トライアスロン、水泳（10kmマラソン）

ロンドン北西部
- ウェンブリー・アリーナ（12,000人収容）：バドミントン、体操（新体操）
- ウェンブリー・スタジアム（90,000人収容）：サッカー

ロンドン南西部
- ウィンブルドン（30,000人収容）：テニス
- ハンプトン・コート宮殿：自転車（個人ロードタイムトライアル）

ロンドン郊外
- イートン・ドーニー（37,000人収容）：ボート、カヌー（スプリント）
- リー・バレー・ホワイト・ウォーター・センター（12,000人収容）：カヌー（スラローム）

その他
2012年ロンドンオリンピックでは、下記のロンドン以外の会場で一部の競技が開催された。
- ミレニアム・スタジアム（74,600人収容） - ウェールズ・カーディフ：サッカー
- オールド・トラフォード（76,000人収容） - マンチェスター：サッカー
- セント・ジェームズ・パーク（52,000人収容） - ニューカッスル：サッカー
- シティ・オブ・コベントリー・スタジアム（33,000人収容） - コベントリー：サッカー
- ハムデン・パーク（52,000人収容） - スコットランド・グラスゴー：サッカー
- ウェイマス・アンド・ポートランド - ウェイマス、ポートランド島：セーリング
- ハドレー・ファーム（20,000人収容） - エセックス：自転車（マウンテンバイク）

## ジェンダーについて
これまでイスラム教の戒律に基づき、男性しか出場させていなかったサウジアラビア、カタール、ブルネイが女性選手を派遣することになり、オリンピック史上初めてすべての国・地域から女性選手が参加できる大会となった。参加標準記録を満たせなかったなどの理由で女性選手が参加しない2チームを除く、202の国と地域が女性選手を派遣したが、男性が出場しない国・地域もあった。
また、本大会は男子のみしかなかった野球と女子のみしかなかったソフトボールが排除、ボクシングで女子種目が新たに採用され、全26競技で男女の種目が実施された。新体操とシンクロナイズドスイミングでは女子種目のみが採用されており、男子の参加は果たされていない。シンクロナイズドスイミングは競技の水泳に包含されている。新体操（2種目）は競技の体操に包含されているが、同じく競技の体操に包含されている体操競技は男子のほうが2種目多い。

## 開会式

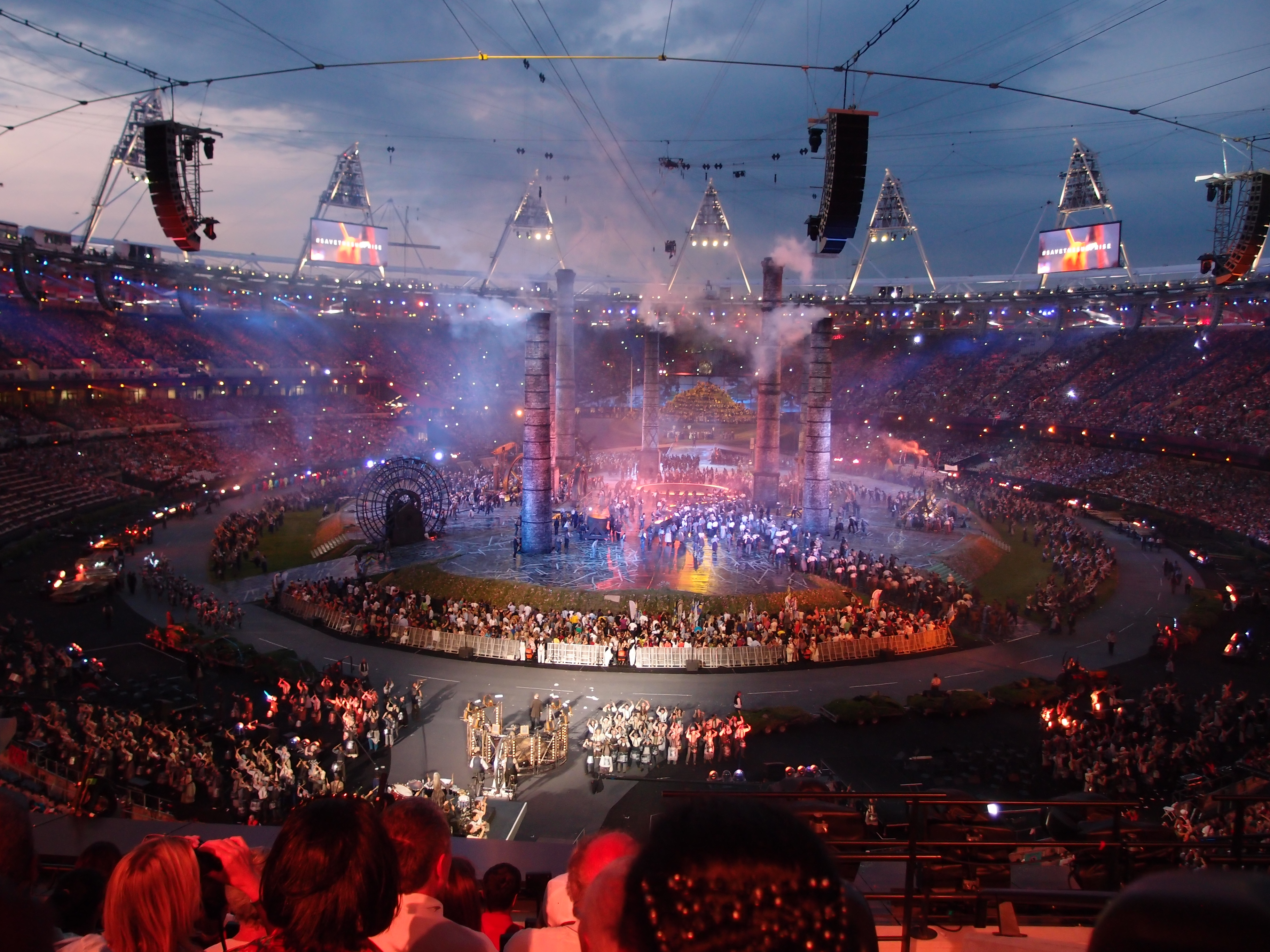
2012年ロンドン五輪開会式

2012年ロンドンオリンピックの開会式は映画監督のダニー・ボイルが演出を担当し、テクノバンドアンダーワールドが音楽監督を務めた。テーマは「驚きの島々（The Isles Of Wonder）」。

### 第1部
午後8時58分から約2分間、ボイル監督とBBC製作によるフィルムが流される。グロスタシャーの昔の農村風景と現在の英国の生活イメージが英国の歴史を辿るように交互に流された。やがて2012年のロンドンになり、リアルタイムのオリンピックスタジアム映像へと繋がる。スタジアム内で風船を持った子供たちが映り、その風船には10から1の数字が書かれ、カウントダウンとともに割れていく。
現地時間午後9時(UTC+1)を迎えると、ブラッドリー・ウィギンスにより「オリンピック・ベル」が鳴らされ、セレモニーの開会を告げた。競技場には中世の村落が復元され、当時の衣装を着た俳優らが登場。次第に産業革命を経て近代の都市に変わる様子が演じられた。イザムバード・キングダム・ブルネル役のケネス・ブラナーがウィリアム・シェイクスピアの『テンペスト』の一節を読み上げると、産業革命の象徴として巨大な製鉄所の煙突が登場し、鍛冶職人らが赤く熱せられた鉄を打ち、巨大な環状の鉄骨を精錬した。それらが高く挙上されると巨大な五輪となり花火を降り注いだ。

### 女王の登場について
スタジアムの電光掲示板にフィルム映像が映し出され、エリザベス女王がタキシード姿の当代ジェームズ・ボンド、ダニエル・クレイグにエスコートされながらバッキンガム宮殿を出てヘリコプターに搭乗。ヘリがスタジアムに向かって離陸、飛行する映像が流されると、『ジェームズボンドのテーマ』がスタジアムに流される中、上空にヘリが飛来。女王とボンド（いずれもスタントマン）がヘリから飛び降りユニオンフラッグがプリントされたパラシュートでスタジアムに降下した。「ジェームズ・ボンドにエスコートされた空飛ぶ女王陛下」の演出に観衆が驚く中、エリザベス女王本人が貴賓席に登場した。その後イギリス国旗が入場し、聴覚障害の子供たちが手話によってイギリス国歌を合唱する中、国旗が掲揚された。

### 第2部について
小児病院のシーンでは、冒頭に『エクソシスト』のメインテーマ等をマイク・オールドフィールドが演奏。子供たちが就寝後、ハリー・ポッターシリーズの原作者であるJ・K・ローリングが『ピーター・パン』の一節を朗読。そこから、フック船長、ヴォルデモート、ハートの女王、クルエラ・ド・ヴィル、ボンバースト男爵といった悪役が登場する。恐がる子供たちのもとに、傘を差しメリー・ポピンズに扮した女性たちが空から登場。悪役たちを追い払う。
それからサイモン・ラトルとロンドン交響楽団によるヴァンゲリスの『炎のランナー』のテーマ曲の演奏が行われたが、そこへローワン・アトキンソン演じるMr.ビーンがシンセサイザーを演奏するかたちで登場し、演奏の傍ら携帯をいじったり回想にふけるなどコミカルな姿を見せ、観衆を笑わせた。
その後、クール・ブリタニア(Frankie and June say...thanks Tim)のパフォーマンスと開会式に来られなかった人々のために祈りのパフォーマンスがあった。

### 第3部
このあと参加国の選手団の入場行進が行われた。入場時には各国プラカードと共に国名の入った銅製のカップ（花びらを模している）が運ばれ、競技場の中央に並べられた。セバスチャン・コー組織委員会会長とジャック・ロゲIOC会長のあいさつ、開催国の元首である女王への開会宣言の要請が行われた。この要請を受け、王配のエジンバラ公フィリップと同伴でエリザベス女王によって「私は、第30回近代オリンピアードを祝し、ここにロンドン大会の開会を宣言します」と開会宣言が行われた。エジンバラ公はオーストラリア女王である女王の名代としてメルボルンオリンピックの開会宣言を、エリザベス女王はカナダ女王としてモントリオールオリンピックの開会宣言をしており、互いに2度目の開会宣言となった（夫婦そろっての開会宣言は初）。その後、オリンピック旗が入場し、アトランタオリンピックの聖火点火者でパーキンソン病患者のモハメド・アリも登場。オリンピック賛歌が演奏される中、旗が掲揚された。式典のここまでは一貫してはいるものの、通例となっている歴代開催地の紹介が省略されているのは前回大会と変わりない。

### 聖火の点灯

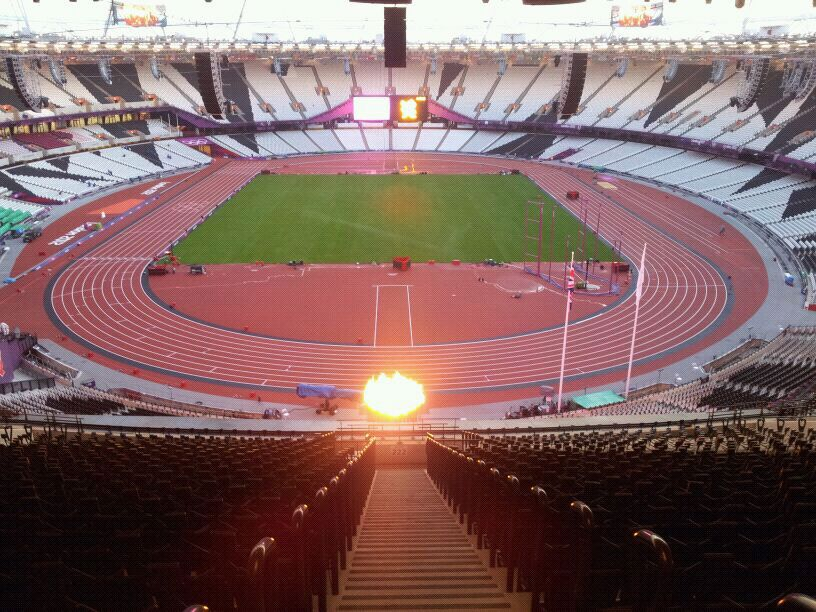
開催中の移設

聖火は、デイヴィッド・ベッカムが舵をとる船でテムズ川から競技場へと運ばれ、スティーヴ・レッドグレーヴに手渡された。聖火台への点灯は過去イギリスで華々しい成績を残した選手から指名を受けた7人の10代のアスリートによって行われた。競技場の中央に、長い棒の先がカラーの花のようになったトーチが参加国の数の204本、放射状に設置されており、それらに点火すると自動的に立ち上がりはじめ、すべてが垂直に起立すると一つの巨大な聖火台を構成した。聖火台のデザインはトーマス・ ヘザウィックが手がけた。これら一連の式典が終わると、ポール・マッカートニーが『Hey Jude』などを歌い、開会式に花を添えた。
聖火台が競技場の中央（フィールド部）にあるため、陸上競技の種目が始まる直前の2012年7月30日に競技場南側スタンドの上部に移設され、1948年に続き今回も聖火ランナーを務めたオースティン・プレイフット（Austin Playfoot）により再点火がなされた。

## 大会マスコット
2012年ロンドンオリンピックのマスコットとしてウェンロック（Wenlock）、ロンドンパラリンピックのマスコットとしてマンデビル（Mandeville）という二体が2010年5月19日に発表された。ウェンロックは1850年から近代オリンピックの前身となるスポーツ競技会（ウェンロック・オリンピック）が開催されているイングランド・シュロップシャーにあるウェンロック（Much Wenlock）にちなんで命名された。二体ともマンチェスター郊外の町ボルトンの鉄工所の鉄くずから生まれたとされ、目はカメラになっており、頭にはタクシーランプがある。

## メダル・表彰式
メダル
裏は、イギリス出身の芸術家デビッド・ワトキンスによるデザイン。大会ロゴとテムズ川をイメージした太い曲線、放射状に多数の細い直線が配置された。表は、2004年アテネ大会で76年ぶりに一新され、2008年北京でも採用された、パナシナイコ・スタジアムから飛び立つニーケー（ギリシャ神話の勝利の女神）のデザイン。
重さは375 - 400グラムで、夏季五輪史上で最も重いという。直径85mm・厚さ7mm。完成次第ロンドン塔に運ばれて保管され、7月2日に全4700個のうちの最後の2個が届けられた。
表彰式
表彰式ではメダルと共に小さな花束も贈呈された。この際のアシスタントとして男性も起用されたのは、今大会が初という。また、表彰台と制服はロイヤル・カレッジ・オブ・アートの学生らによるデザインだった。表彰式では映画『炎のランナー』のテーマ曲「Chariots of Fire」が流された。表彰式の際に流される日本の国歌は「君が代は」から始まるものの、それが二度続いてから「千代に八千代に」と流された。こうした事は「千代に八千代に」から国歌が始まったと言う日本初の金メダルの表彰がなされた1928年のアムステルダム大会以来の事。

## テレビ中継
イギリスではBBCが放送。アメリカはNBC、カナダではCTV、日本では日本放送協会（NHK）と日本民間放送連盟によるジャパンコンソーシアムで放送された。
国際映像は全競技・全種目が画角16:9のHDTV（ハイビジョン）で制作され、日本ではテレビの完全デジタル化後はじめての大会となった。ただし、スコアや選手名（英文表記）などのテロップは他の国や地域で画角4:3SD放送をおこなっているところがあるため、4:3画面にあわせた位置となっていた。これはロンドンパラリンピックでも同様のフォーマットが用いられた。
今大会の映像を放送事業者が自局の番組で使用する場合、1番組につき合計3分間までの制限がある。
なお、今大会は日本放送協会とオリンピック放送機構、BBCの共同によるスーパーハイビジョンのパブリックビューイングが日本・イギリス・アメリカの3国で実施された。またシンクロナイズドスイミング競技の国際映像では、NHKが開発した水面合成カメラ「ツインズカム」が活用された。

## 開催前の問題

### メディア規制
今大会ではインターネットやソーシャルメディアの利用について細かな規約があることが報じられた。
規約では観客が会場内で撮影した画像のアップロードを禁じている。これは競技だけでなく、自分を撮影した記念写真なども対象になるという。また、選手に対しても選手村内の画像のアップロード、無許可の関連商品についてのブログ記事、試合に関連するツイートまでも禁止対象となっている。
この他、オフィシャルスポンサー以外の企業にはOlympicsという単語の使用した宣伝を禁じるだけでなく、Londonや2012など今大会を思わせる単語をくみあわせた宣伝も禁止するとした。
また、競馬では2012年にイギリス国内で競走馬登録され命名された馬にはオリンピックおよびパラリンピック関連の馬名をつけることが禁止されている。

### 五輪委員会と五輪組織委員会の対立
イギリスオリンピック委員会とロンドン五輪組織委員会は、マーケティング収入の分配をめぐって対立し、2011年3月現在、IOCが仲裁にはいる事態になっている。

### ミサイル配備
テロ対策として住宅地を含む会場周辺に地対空ミサイルを配備するというイギリス国防省（MOD）の計画に対して、配備対象となったマンションの住民らが事前に適正な説明がおこなわれず人権侵害だとしてミサイル配備差し止めをもとめる提訴がおこされたが、強力な抑止力になるとしてしりぞけられている。

### 国旗問題
ロンドン中心部、リージェント・ストリートは開幕を直前にして中国政府の不興を買わないよう台湾国旗を撤去した。リージェント・ストリートの担当者はイギリス外務省による圧力がかけられたことを認めている。オリンピック委員会はこの問題における責任を回避した。

### ムスリム選手の問題
本大会の開催期間は、イスラム教では断食の義務、ラマダーンを行わなくてはならない時期であり、本来の力を出せないとイスラム国家のオリンピック委員会から抗議の声があがっていた。これについてはエジプトにおける宗教権威であるウラマーが「ロンドンにいる以上は旅行者なのでラマダンをしなくても良い」という見解を出したため問題はひとまず沈静化したが、一部の敬虔な選手は自主的にラマダンを部分的にあるいは完璧に行おうと努めた。 また、女子柔道においてヒジャブの着用を認めることを求めるなど、オリンピックの国際化が引き起こした諸問題を象徴する騒動となっている。

## 開催後の問題

### 犯罪、事件
- 8月6日の陸上競技男子100m走決勝で、何者かがジャマイカのウサイン・ボルトに向かってボトルを投げつけた。投げつけたものはすぐに取り押さえられ、逮捕された[107]。
- カメルーンの選手7人（ボクシング5人、女子サッカー1人、水泳男子1人）が、8月7日までに行方不明になった[108]。経済的理由と見られているが、選手の滞在はビザなしで11月8日までは滞在は可能。また、ギニアの選手3人（競泳2人、レスリングのコーチ1人）やコンゴ民主共和国の選手とコーチ（柔道、ボクシング、陸上競技、コーチ1人ずつ）も行方不明となった[109][110]。

### 開会式でのトラブル
- 開会式のインド選手団の行進の際、選手団と無関係の女性[注 5]が旗手の隣を歩いていた。それに対し、インド選手団は大会主催者に抗議した[111]。
- 開会式を締めくくる「ヘイ・ジュード」の大合唱で、音が2重になるという音響トラブルが発生した[112]。
- 日本人選手団は開会式での行進後に帰る選手とそのまま残ることを希望していた選手がいたが、誘導の手違いで全員が場外に退場してしまうトラブルがあり、後に組織委員会から謝罪されている[113][114]。

### 空席問題
- 体操や水泳など一部の競技会場で、観戦希望者が複数回抽選に漏れるような観客席でも、スポンサー企業向けやオリンピック関係者向けの予約席には空席が目立っていることに批判が上がった[注 6]。この批判に対し委員会は空席チケットを一般販売するなどの対策を講じるが、それまでは警備担当兵士を観客席に動員し空席を減らすなどの対応をする[115]。

### 競技運営上のトラブル
- 7月25日の女子サッカー1次リーグG組、コロンビア対北朝鮮戦で北朝鮮選手紹介の際、誤って韓国の国旗を電光掲示板に表示してしまうアクシデントがあった。北朝鮮側は抗議し、一時選手がピッチから引き上げる事態となった[116]。
- 8月1日にバドミントン女子ダブルスで無気力試合を行ったとして、ベスト8入りした中国、インドネシア1組と韓国2組の計4ペアが失格処分となった[117]。
- 8月1日のボクシング男子バンタム級2回戦の日本の清水聡とアゼルバイジャンのマゴメド・アブドゥルハミドフの試合で6回のダウンがあったにもかかわらず、17-22で清水の判定負けとなったが、これに対し清水が提訴。協議の結果判定が覆り、レフリーは追放処分となった[118][119]。

### 政治的主張についての問題
8月10日におこなわれた男子サッカー競技3位決定戦の日本対韓国戦の試合終了後に、韓国チームのミッドフィールダーの朴鍾佑（パク・ジョンウ）がハングルで「ドクトヌンウリタン（独島は我々の領土）」と書かれたプラカードを掲げてサッカー場を1分間ほど駆け回るパフォーマンスをおこなった。IOCとFIFAの憲章と規定により、大会における出場者の政治的主張は厳重に禁止されているため、この件についてIOCとFIFAは正式な調査に入り、IOCは暫定的な処分として朴を表彰式に出席させないよう大韓体育会（KOC）に要求した。これにより朴は表彰式に出席できなかった。表彰式が終了した後も調査は継続中で正式な裁定は下されておらず、朴に対する銅メダルの授与も保留された。これらのIOCの動きに対してKOCは事前に計画されたパフォーマンスではなく偶発的な行動であるという言い訳をした。なお、独島パフォーマンスの14時間ほど前には、韓国の李明博大統領が現役大統領として初めて竹島に上陸し、これに対して日本政府が駐韓日本大使の武藤正敏を即日召還、駐日韓国大使の申ガク（王偏に玉）秀（シン・ガクス）を外務省に呼んで厳重に抗議するなど大きな政治問題となっていた。その後2013年2月12日にIOCは保留していた銅メダルの授与を決めた。

## その他

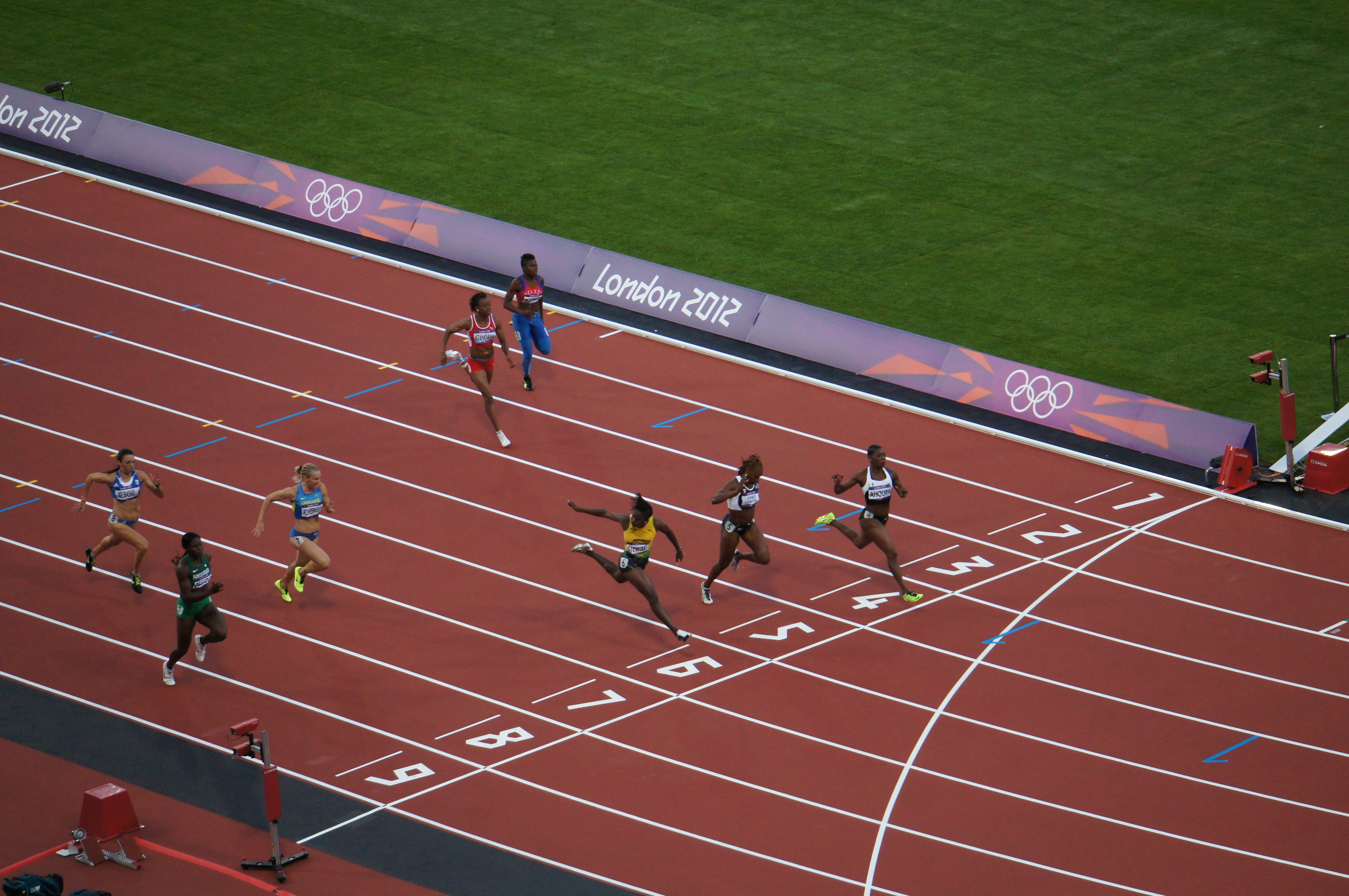
Alias制作のフォント「Klute」をベースに新たに作ったエンブレム用ロゴは、大会で陸上トラックのレーンナンバーなどにも用いられ、統一感が出された

- 2007年6月発表[125]のロゴマーク（オリンピックエンブレム）を含めた、大会のブランド作成は、ウルフ・オリンズ社が請け負った[126]。
- 陸上競技では夏季オリンピックで初となる電子式スターターピストルが導入された。従来は各レーンの後方に置かれたスピーカーとスターターピストルの両方から発砲音を出していたが、本大会ではスピーカー以外から音が出ないように改良された。
- この大会は日本にとって1912年ストックホルムオリンピックでの近代オリンピック初参加からちょうど100年を迎える大会である。また、ロンドンオリンピック自体は3回目（非開催の1944年大会も数えると4回目）の開催だが、日本は1908年大会には選手を派遣せず、1948年大会は敗戦国で参加が認められなかったため、この2012年大会が初めてのロンドンオリンピック参加となった。
- 開催前の気象状況が良くなかったため大会組織委は、豪雨の場合に決行できない種目について、予定変更・延期も事前検討していたが[127][128]、好天に恵まれて幕を閉じた[129]。
- 大会組織委の2013年5月の発表によると、大会の最終決算は3000万ポンド（当時約46億円）の黒字になったという[130][131]。